# Comuna Volovăț, Suceava
Volovăț este o comună în județul Suceava, Bucovina, România, formată numai din satul de reședință cu același nume.

## Obiective turistice
- Biserica Înălțarea Sfintei Cruci din Volovăț - ctitorită de Ștefan cel Mare între anii 1500-1502

## Demografie
Componența etnică a comunei Volovăț
     Români (92,71%)
     Romi (1,44%)
     Alte etnii (0,08%)
     Necunoscută (5,76%)
Componența confesională a comunei Volovăț
     Penticostali (47,54%)
     Ortodocși (45,76%)
     Alte religii (0,79%)
     Necunoscută (5,91%)
Conform recensământului efectuat în 2021, populația comunei Volovăț se ridică la 6.106 locuitori, în creștere față de recensământul anterior din 2011, când fuseseră înregistrați 4.952 de locuitori. Majoritatea locuitorilor sunt români (92,71%), cu o minoritate de romi (1,44%), iar pentru 5,76% nu se cunoaște apartenența etnică. Din punct de vedere confesional, cei mai mulți locuitori sunt penticostali (47,54%), cu o minoritate de ortodocși (45,76%), iar pentru 5,91% nu se cunoaște apartenența confesională.

## Politică și administrație
Comuna Volovăț este administrată de un primar și un consiliu local compus din 15 consilieri. Primarul, Ioan Vicol[*], de la Partidul Social Democrat, este în funcție din 2012. Începând cu alegerile locale din 2024, consiliul local are următoarea componență pe partide politice:
|  | Partid                          | Consilieri | Componența Consiliului | Componența Consiliului | Componența Consiliului | Componența Consiliului | Componența Consiliului | Componența Consiliului | Componența Consiliului | Componența Consiliului | Componența Consiliului | Componența Consiliului |
|  | ------------------------------- | ---------- | ---------------------- | ---------------------- | ---------------------- | ---------------------- | ---------------------- | ---------------------- | ---------------------- | ---------------------- | ---------------------- | ---------------------- |
|  | Partidul Social Democrat        | 10         |                        |                        |                        |                        |                        |                        |                        |                        |                        |                        |
|  | Partidul Național Liberal       | 4          |                        |                        |                        |                        |                        |                        |                        |                        |                        |                        |
|  | Alianța pentru Unirea Românilor | 1          |                        |                        |                        |                        |                        |                        |                        |                        |                        |                        |

## Recensământul din 1930
Componența etnică a comunei Volovăț
     Români (97,87%)
     Germani (1,5%)
     Altă etnie (0,63%)
Componența confesională a comunei Volovăț
     Ortodocși (95,15%)
     Romano-catolici (1,2%)
     Baptiști (1%)
     Altă religie (2,65%)
Conform recensământului efectuat în 1930, populația comunei Volovăț se ridica la 3.093 locuitori. Majoritatea locuitorilor erau români (97,87%), cu o minoritate de germani (1,5%). Restul locuitorilor erau: polonezi (1 persoană) și evrei (9 persoane). Din punct de vedere confesional, majoritatea locuitorilor erau ortodocși (95,15%), dar existau și minorități de romano-catolici (1,2%) și baptiști (1,0%). Restul locuitorilor erau: greco-catolici (4 persoane), luterani/evanghelici (10 persoane), mozaici (9 persoane), altă religie (8 persoane) și fără religie (54 de persoane).